# Mario de Jesús Pérez Jiménez
Mario de Jesús Pérez Jiménez (Bollullos Par del Condado, España, 13 de noviembre de 1948) es un matemático e informático teórico español, Profesor Emérito (anteriormente, Catedrático de Universidad) en el Departamento de Ciencias de la Computación e Inteligencia Artificial de la Universidad de Sevilla, es el fundador del Grupo de Investigación en Computación Natural de la misma y miembro numerario de la Academia Europaea.

## Biografía
Nacido el 13 de noviembre de 1948 en Bollullos Par del Condado, hijo de Manuel Pérez García y María Jesús Jiménez Carrión. Cuando finaliza sus estudios secundarios en el Instituto La Rábida, en Huelva, se desplaza a Barcelona, donde estudia la Licenciatura en Matemáticas en la Universidad de Barcelona, finalizando estos en 1971, cuando comienza a impartir clases en el Instituto Verdaguer. En 1974 consigue una cátedra de Matemáticas de Institutos Nacionales de Enseñanzas Medias en oposición celebrada en Madrid. A partir de entonces, simultanea sus tareas docentes e investigadoras en la Facultad de Matemáticas de la propia universidad y en el Instituto Torras y Bages.  
En octubre de 1983 le conceden el traslado al Instituto Murillo como catedrático de Matemáticas, donde tuvo que ejercer como director. Durante su estancia en Sevilla, realiza su Doctorado en Matemáticas en la Universidad de Sevilla bajo la supervisión de Alejandro Fernández Margarit. En 1989 obtiene en concurso de méritos convocado por la Junta de Andalucía, una plaza de profesor, en comisión de servicios, en el departamento de Álgebra, Computación, Geometría y Topología de la Universidad de Sevilla. En marzo de 1992 defiende con éxito su tesis doctoral titulada «Esquemas del máximo de la Aritmética». En marzo de 1994 consigue una plaza de Profesor Titular de universidad en el área de Ciencias de la Computación e Inteligencia Artificial, adscrito al departamento de Álgebra, Computación, Geometría y Topología. En 1998, se crea el departamento de Ciencias de la Computación e Inteligencia Artificial. Mantiene esta posición hasta 2009, cuando consigue una plaza como Catedrático de universidad del mismo departamento. Durante su estancia en la universidad ha pasado también por diversos cargos de gestión. A lo largo de su periodo de docencia, ha impartido clases en Ingeniería, Licenciatura, Grado, Máster y Doctorado, principalmente en la Escuela Técnica Superior de Ingeniería Informática y en la Facultad de Matemáticas, además de actividades de divulgación científica tanto con jóvenes como con adultos. Ha tenido bajo su tutela a 15 alumnos de Doctorado.
Junto con su actividad docente, su actividad investigadora es muy activa. Autor de casi 300 artículos en revistas internacionales de alto impacto y varios libros y capítulos de libros, creó el Grupo de Investigación en Computación Natural en 2004, convirtiéndose en su director hasta que, tras su jubilación forzosa, dejó el cargo en 2020, cuando la dirección pasó a manos de Agustín Riscos Núñez. Comenzó interesándose por la Computación basada en ADN, disciplina iniciada por Leonard Adleman, tratando de resolver problemas NP-completos en este marco. En 2001, conoce a Gheorghe Păun, creador de la disciplina de la computación con membranas, o Membrane Computing en inglés, en la que directamente se sumerge dando un profundo formalismo matemático a la misma, llegando a definir una Teoría de la complejidad computacional en el mismo marco, creando una nueva metodología que desarrolla técnicas computacionales para atacar el problema P versus NP.
Desde 2011 es miembro de la Academia Europaea.
Fue miembro del Instituto de Matemáticas de la Universidad de Sevilla, del Instituto Andaluz de Matemáticas y de la Sociedad Andaluza de Educación Matemática, así como del Patronato FIDETIA hasta 2019. En 2019, se fundó el Instituto Universitario de Investigación de Ingeniería Informática de la Universidad de Sevilla, del que es miembro ordinario promotor. 
En 2014, se le otorga el Premio FAMA de la Universidad de Sevilla a la Trayectoria Investigadora.
Desde octubre de 2019,  ejerce como Profesor Emérito en la Universidad de Sevilla y, desde 2020, como Investigador Honorario en la misma.
Además, ha sido Profesor Honorario de la Universidad de Ciencias y Tecnología Huazhong en Wuhan, y distinguido con varios premios por su trabajo en la disciplina de la computación con membranas. Dentro de su carrera investigadora, hay que reseñar que ha llevado a cabo más de 15 proyectos a nivel autonómico, nacional e internacional, es editor en 7 revistas de alto impacto, además de formar parte del comité de programa de varias conferencias. También es evaluador de proyectos de varias organizaciones a nivel internacional.